# 森繁和
森 繁和（もり しげかず、1954年11月18日 - ）は、千葉県長生郡一宮町出身の元プロ野球選手（投手）・コーチ・監督、解説者・評論家。
マネジメント契約先は吉本興業グループの芸能事務所・吉本興業株式会社。
愛称は「モリシゲ」。

## 経歴

### プロ入りまで
市原市の科学技術工業高校では2年次の1971年からエースとなり、夏の県大会ベスト8。3年次の1972年では春の千葉県大会2日目に八千代高から16奪三振を記録するが、同日には成東高の鈴木孝政も市川工戦で16奪三振をマーク。同年に廃校が決定するが、夏の千葉大会で佐倉高に敗退後、同大会で審判の判定に不服を訴えて抗議した様子が駒澤大学・藤田俊訓学監の目に留まり、駒大高校へ転校。既に高校野球を引退していたため大学の練習に参加していたという。
卒業後の1973年に駒澤大学へ進学し、東都大学野球リーグでは在学中5度の優勝を経験。3年次の1975年は春秋季連続優勝を果たし、同年の大学選手権でも、決勝でエース斉藤明雄を擁する大阪商業大学を破って優勝。秋の明治神宮大会では決勝戦で6回から登板し、無失点に抑えたがチームは明治大学に敗れて準優勝。4年次の1976年春季リーグでは、同期の大宮龍男とバッテリーを組み、8勝を挙げる活躍で最高殊勲選手、最優秀投手、ベストナインを受賞。同年の大学選手権1回戦で近畿大学工学部を相手に完全試合を達成するが、準決勝で大阪商業大学に敗退、敗者復活戦でも東海大学に敗れた。一方、同年の第5回日米大学野球選手権大会日本代表に選出された。秋の明治神宮大会では初戦で法政大学の江川卓と先発で投げ合うが敗れた。リーグ通算41試合に登板し18勝9敗、防御率2.11、191奪三振。駒大時代は合宿所近くのアパートで上級生の部屋子を務めたことにより、料理を作るのが上手く、中華料理も得意で、上級生にモテていた。練習が休みの日には九十九里浜で保養の国民宿舎を営んでいる実家に仲間を誘い、美味しい魚介類に舌鼓を打った。大宮以外の駒大の同期には山川猛・武智勇治が、3学年先輩に栗橋茂・木下富雄が、1学年先輩に中畑清・二宮至・平田薫が、2学年後輩に石毛宏典がいる。
1976年度プロ野球ドラフト会議でロッテオリオンズから1位指名を受けたが「私にはまだ足らない所がある」「西の方の野球を見て来ます」と両親や監督を同伴せず一人で金田正一監督の下を訪れた上で断りを入れて入団を拒否し、住友金属へ入社。1977年の都市対抗に出場するが、1回戦で高代延博や大学同期の武智がいる東芝に延長14回完投の末敗退。同年の日本選手権では中村裕二とバッテリーを組み4連勝、決勝で電電四国を降し初優勝を飾り、この大会では最高殊勲選手賞を受賞。国際試合では、同年の第3回インターコンチネンタルカップ日本代表に選出された。1978年には後に中日で監督とコーチの関係となる落合博満らと共に、第25回アマチュア野球世界選手権日本代表にも選出されたが、同年の都市対抗では1回戦の日本楽器戦で頭部に死球を受け、骨折するアクシデントに見舞われた。チームは勝利してベスト8まで進むが2回戦以降は登板なし。この大会では、デュプロから左腕投手の川口和久が補強選手として住友金属に加わっており、この期間中に森は川口と親交を深めた。

### 現役時代
1978年度プロ野球ドラフト会議で西武ライオンズ、中日ドラゴンズ、ヤクルトスワローズ、日本ハムファイターズの4球団から1位指名を受け、抽選の結果、西武ライオンズに入団。担当スカウトは毒島章一。この際はやはり関東の球団または関西でも人気のある阪神であれば入団する意向であったというが阪神は江川を指名している。
1979年はルーキーながら開幕第2戦から先発として起用される。夏場には疲労もあって先発を外れるが、8月中旬には復帰。規定投球回（リーグ20位、防御率4.52）にも達するが、チームが最下位に沈んだこともあり、5勝16敗に終わる。
1980年は10勝14敗、防御率4.70（リーグ18位）、1981年は14勝11敗、防御率3.78（リーグ15位）と成績を延ばし、東尾修、松沼博久・雅之兄弟とともに西武投手陣の中心となる。
広岡達朗が監督に就任した1982年シーズンは開幕投手に起用されるが、その後4試合結果が出なかったため広岡にリリーフ転向を命じられる。シーズン途中からリリーフとして西武の所沢移転後の初優勝に貢献。中日ドラゴンズとの日本シリーズでも3試合に登板した。
1983年シーズンには5勝5敗34セーブ（34セーブは当時の日本記録）の成績で最優秀救援投手を受賞。読売ジャイアンツ（巨人）との日本シリーズでは第3戦で中畑清にサヨナラヒットを打たれ負け投手、第4戦でセーブを記録した。その後は怪我に苦しみ徐々に成績が低下。
1986年シーズンは肩の手術のため現役選手登録されず、秋季は若手とともにヒューストン・アストロズのアリゾナ教育リーグ参加部隊、アリゾナ・アストロズに野球留学。
1988年シーズン限りで現役を引退。

### 引退後
引退後は、指導者の道に進む。落合博満の著書によると、根本陸夫にコーチとしての資質を見出されて早めに引退させられたという。
1989年シーズンから1991年シーズンまで西武ライオンズ二軍投手コーチを務めた。
1992年からはロッテの監督に就任した八木沢荘六、退団した小山正明の後を受け、一軍投手コーチに就任。
1995年からは前年に杉下茂が退団し森が1人で1軍投手コーチを務めていた
1997年はチーム防御率2位を記録しチームも3年ぶりの優勝。
1998年からは監督の東尾修が一軍投手コーチを森・杉本正の2名体制にしたが、6月15日の時点でチーム防御率4.26と低迷し、シーズン途中、投手陣の低迷の責任を取らされ二軍へ配置転換となる（二軍から加藤初が1軍へ）。
1999年シーズン終了後に解雇。
2000年シーズンからは大島康徳の招聘で日本ハムファイターズ一軍投手コーチに就任。下柳剛は「あのまま毎年のように60試合近く投げていたら、引退が早まっていた可能性もある。2000年に先発転向を勧めてくれた投手コーチの森繁和さんには、ほんと感謝だ。」と述べている。
2001年シーズンまで務めたが2年連続でチーム防御率5位と低迷。
2002年シーズンからは森祇晶に請われ横浜ベイスターズ一軍投手コーチに就任。
2003年シーズンまで務めたが、チーム防御率4.09（リーグ5位）と4.80（リーグ最下位）と低迷。
日本ハムと横浜の両球団で投手陣が不振に陥り最下位に沈んだ。
2004年シーズンからは中日ドラゴンズの監督に就任した落合博満からの要請を受け、中日の一軍投手コーチに就任。
2005年シーズンには中日の一軍投手チーフコーチ。
2006年シーズンから2009年シーズンまでは中日の一軍バッテリーチーフコーチを務めた。
2010年シーズンには一軍ヘッドコーチへ昇格。
2011年シーズン終了後に落合と共に退団。中日のコーチとして8年間全てAクラス、リーグ優勝4回、日本一1回を果たした。
2012年から2013年は文化放送・J SPORTS他の野球解説者、スポーツニッポン（スポニチ）の野球評論家を務めた。
2013年10月22日、翌2014年シーズンより中日の一軍ヘッドコーチに就任することが発表された。11月1日には背番号が「80」に決定したことが発表された。なお、2014年シーズンから2015年シーズンまでは監督の谷繁元信が選手兼任だったため、谷繁が選手として出場した場合は森が監督代行を務めていた。
2016年シーズンから谷繁が監督に専任することとなったため一軍ヘッドコーチに専念することとなったが、チームの成績不振が改善できず優勝争いにも加われなかったため、谷繁が休養（事実上の監督解任）となった8月9日から再び監督代行となった。
2016年9月29日、中日球団から来季の一軍監督就任が発表された。62歳にして自身初の監督就任であり、監督初就任時の年齢としては1997年オフの権藤博（当時59歳）を超えNPB史上最高齢となった。また中日では山田久志以来となる投手出身及び外様の監督である。一軍コーチ陣は、一軍打撃コーチに土井正博、一軍内野守備走塁コーチに森脇浩司（森脇はヘッドコーチ格）、奈良原浩、一軍バッテリーコーチに田村藤夫を招聘。
2017年8月7日、長女が乳癌のため35歳という若さで他界。8月13日の対東京ヤクルトスワローズ戦は通夜参列のため、2回終了まで指揮を執ったあと球場を離れ、3回以降は一軍内野守備走塁コーチの森脇が監督代行を務めた。翌日の告別式には白井文吾球団オーナーや落合元GMのほか首脳陣、選手等球団関係者も参列し、8月15日の対横浜DeNAベイスターズ戦（雨天中止）から監督に復帰。2017年シーズン、2018年シーズンとも5位に終わり、2018年シーズン限りで監督を退任。
退任後は、若手選手の育成や、外国人選手獲得の手腕が評価され、2019年から、球団シニアディレクター(SD)に就任することが発表された。主に外国人選手の獲得調査や、トレード、自由契約選手の獲得などの編成面を担当する。また、高校野球や大学野球などのアマチュア球界や、外国への視察も行う。
2019年10月1日にシニアディレクター(SD)を退任し、退団する事が発表された。
2020年からはJ SPORTS野球解説者とスポーツニッポン野球評論家として復帰。
幸福の科学学園の特別コーチを務めている。

## 人物
口が堅く絶対に投手の調子などを外に漏らさない。
ドラゴンズのコーチ時代は、監督の落合博満からの信頼が厚く、落合から投手の事は一切口出しされず投手起用の全権を任されていた。
選手に対しての指導が厳しく、西武投手コーチ時代に駒澤大学の後輩でもある竹下潤がふがいないピッチングでKOされた際には、当時バッテリーコーチだった大宮龍男（大学時代にバッテリーを組んでいた）とステレオで竹下を怒鳴りつけたこともある。しかし、兄貴分として慕われ、人望が厚い。吉見一起はトークショーで「森コーチは怖かったですか？」という質問に対して「あの人は怖くないんです。すごくいいお父さんという感じ。テレビで見る姿と本当の森さんは違う。本当にいい人」と答えていた。但し、「1度だけメチャクチャ怒られた事がある」とも答えている。
西武・横浜のコーチ時代から友利結の能力を高く評価しており、中日では落合監督に獲得を進言したこともある。また、2014年からはヘッドコーチと投手コーチという関係となり、2017年は監督と投手コーチという関係になった。
杉下茂とは指導者としての師弟関係であり、西武ライオンズで共に一軍投手コーチを務めていた時のことを杉下は「選手をというより森繁和投手コーチを一人前にするのが仕事で、郭泰源、渡辺久信、工藤公康、潮崎哲也、鹿取義隆らが主力だから、コーチなんかいらないよ。いろいろな球団に行ったけど、一番楽だった」と述べている。なお、中日ドラゴンズのOBである杉下は毎年中日の春季キャンプを訪れ、臨時コーチを務めている。

## 選手としての特徴
キレのある直球とシュートで押してフォークで勝負を決める右腕。西武入団当初は先発であったが、1982年に不振に陥ったことでリリーフに転向すると、抜群の安定感から抑えに定着。同年から翌83年にかけて二年連続のリーグ優勝・日本一に大きく貢献した。

## 監督として
就任時から、チーム方針として、守り勝つ野球を掲げた。また、機動力向上を目指すため、足を絡めて1点をもぎ取る野球をチームに浸透させた。また、落合博満、谷繁元信が監督時代にほとんど行わなかったファンサービスを増やした。
就任会見時に、自らは繋ぎの監督であると称して、チームの土台を作る役割を担うと発言した。
京田陽太の正遊撃手固定、小笠原慎之介の開幕投手起用、伸び悩んでいた高橋周平の二塁手転向など、積極的に若手を起用し、一定の成果を生んだ。また在任中に西武の後輩でもある松坂大輔を獲得した。荒木雅博によれば攻撃面は森脇に一任されていた。

## 渉外担当として
ドラゴンズの投手コーチに就任した2003年のオフシーズンから戦力補強の一環で、ヘッドコーチ、監督、SDの期間を含め、毎シーズンドミニカ共和国へ渡航し、現地のウィンターリーグを視察した。元西武・巨人のドミンゴ・マルティネスを現地スカウトとして雇用し、カープアカデミー出身で前年まで広島でブルペン捕手をしていたフランシス・ルイスを通訳に雇うなどして独自のルートを形成した。本人曰く「ダイヤの原石がゴロゴロいる」とし、外国人補強の予算が少ない球団事情も相まって、森が球団にいた際の外国人選手はほとんどがドミニカ共和国やベネズエラといった中南米国籍の選手である。現地チームと連携し、吉見一起や山井大介、又吉克樹などをウィンターリーグに派遣し、飛躍にも繋げた。
2016年シーズンオフに監督代行から正式に監督への就任が決まると、キューバとのパイプ作りにも本格的に着手した。オマール・リナレス巡回コーチを窓口に、2017年にライデル・マルティネスとレオナルド・ウルヘエス、2018年にアリエル・マルティネスを獲得した。シーズンオフに自らキューバのスポーツ庁を訪問し、交渉にあたるなど、精力的に活動した。

## 詳細情報

### 年度別投手成績
| 年 度    | 球 団    | 登 板 | 先 発 | 完 投 | 完 封 | 無 四 球 | 勝 利 | 敗 戦 | セ 丨 ブ | ホ 丨 ル ド | 勝 率 | 打 者 | 投 球 回 | 被 安 打 | 被 本 塁 打 | 与 四 球 | 敬 遠 | 与 死 球 | 奪 三 振 | 暴 投 | ボ 丨 ク | 失 点 | 自 責 点 | 防 御 率 | W H I P |
| -------- | -------- | ----- | ----- | ----- | ----- | -------- | ----- | ----- | -------- | ----------- | ----- | ----- | -------- | -------- | ----------- | -------- | ----- | -------- | -------- | ----- | -------- | ----- | -------- | -------- | ------- |
| 1979     | 西武     | 43    | 25    | 7     | 0     | 0        | 5     | 16    | 7        | --          | .238  | 893   | 203.1    | 207      | 27          | 78       | 9     | 9        | 130      | 3     | 0        | 120   | 102      | 4.51     | 1.40    |
| 1980     | 西武     | 40    | 18    | 4     | 1     | 1        | 10    | 14    | 7        | --          | .417  | 676   | 156.2    | 160      | 31          | 53       | 6     | 2        | 73       | 0     | 1        | 97    | 82       | 4.71     | 1.36    |
| 1981     | 西武     | 31    | 30    | 10    | 3     | 2        | 14    | 11    | 0        | --          | .560  | 834   | 200.1    | 188      | 26          | 51       | 1     | 4        | 83       | 1     | 0        | 94    | 84       | 3.77     | 1.07    |
| 1982     | 西武     | 51    | 6     | 1     | 0     | 1        | 10    | 2     | 10       | --          | .833  | 396   | 101.2    | 81       | 12          | 23       | 5     | 0        | 46       | 0     | 1        | 37    | 36       | 3.19     | 1.02    |
| 1983     | 西武     | 59    | 0     | 0     | 0     | 0        | 5     | 5     | 34       | --          | .500  | 322   | 85.0     | 53       | 6           | 22       | 1     | 3        | 46       | 1     | 0        | 17    | 14       | 1.48     | 0.88    |
| 1984     | 西武     | 38    | 0     | 0     | 0     | 0        | 6     | 7     | 13       | --          | .462  | 267   | 64.0     | 66       | 7           | 15       | 1     | 2        | 36       | 0     | 0        | 24    | 20       | 2.81     | 1.27    |
| 1985     | 西武     | 39    | 2     | 0     | 0     | 0        | 6     | 6     | 8        | --          | .500  | 324   | 73.1     | 85       | 14          | 26       | 3     | 2        | 22       | 3     | 1        | 41    | 35       | 4.30     | 1.51    |
| 1987     | 西武     | 22    | 0     | 0     | 0     | 0        | 1     | 0     | 1        | --          | 1.000 | 119   | 28.2     | 24       | 0           | 12       | 4     | 0        | 10       | 0     | 0        | 6     | 5        | 1.57     | 1.26    |
| 1988     | 西武     | 21    | 0     | 0     | 0     | 0        | 0     | 1     | 2        | --          | .000  | 109   | 26.0     | 25       | 4           | 7        | 2     | 1        | 9        | 0     | 0        | 13    | 11       | 3.81     | 1.23    |
| NPB：9年 | NPB：9年 | 344   | 81    | 22    | 4     | 4        | 57    | 62    | 82       | --          | .479  | 3940  | 939.0    | 889      | 127         | 287      | 32    | 23       | 455      | 8     | 3        | 449   | 389      | 3.73     | 1.25    |

- 各年度の太字はリーグ最高
- 「-」は記録なし

### 年度別監督成績
| 2016      | 中日      | 6位       | 39  | 15  | 24  | 0 | .385 | 14.0       | 11         | .245       | 3.65       | 61歳       |            |            |
| 2017      | 中日      | 5位       | 143 | 59  | 79  | 5 | .428 | 28.5       | 111        | .247       | 4.05       | 62歳       |            |            |
| 2018      | 中日      | 5位       | 143 | 63  | 78  | 2 | .447 | 18.0       | 97         | .263       | 4.36       | 63歳       |            |            |
| 通算：3年 | 通算：3年 | 通算：3年 | 325 | 137 | 181 | 7 | .431 | Bクラス3回 | Bクラス3回 | Bクラス3回 | Bクラス3回 | Bクラス3回 | Bクラス3回 | Bクラス3回 |

### タイトル
- 最優秀救援投手：1回 （1983年）

### 表彰
- ファイアマン賞：1回 （1983年）

### 記録
初記録
- 初登板・初先発登板：1979年4月9日、対近鉄バファローズ前期2回戦（日生球場）、3回2/3を5失点で敗戦投手
- 初奪三振：同上、2回裏にクリス・アーノルドから
- 初完投：1979年4月22日、対ロッテオリオンズ前期2回戦（川崎球場）、8回1失点で敗戦投手
- 初勝利・初先発勝利・初完投勝利：1979年5月9日、対南海ホークス前期3回戦（大阪球場）、9回3失点
- 初セーブ：1979年5月16日、対日本ハムファイターズ前期9回戦（西武ライオンズ球場）、7回表に2番手で救援登板・完了、3回2失点
- 初完封勝利：1980年5月2日、対日本ハムファイターズ前期4回戦（西武ライオンズ球場）

その他の記録
- オールスターゲーム出場：2回 （1981年、1983年）

### 背番号
- 11 （1979年 - 1988年）
- 86 （1989年 - 1999年、2002年）
- 81 （2000年 - 2001年、2003年）
- 80 （2004年 - 2011年、2014年 - 2018年）

## 関連情報

### 著書
- 『参謀』（講談社：2012年4月、ISBN 4062175983）
- 『勝ち続ける力』（ビジネス社：2012年10月、ISBN 4828416811）
- 『軍師の逆襲』（ヨシモトブックス：2014年3月）

### 解説者としての出演番組
※特記ない限り、プロ野球中継。参考…
- 『スーパーベースボール』（BS朝日・メ〜テレ）
- テレ朝チャンネル向け埼玉西武ライオンズ主催試合中継
- 『燃えよドラゴンズ!』（CBCテレビ）
- 東海テレビ向けプロ野球中継（東海テレビ）
- 『J SPORTS STADIUM』（J SPORTS）[注 5]
- 『文化放送ライオンズナイター』（文化放送）
- 『文化放送ホームランナイター』（文化放送）
- 『CBCドラゴンズナイター』（CBCラジオ）
- 『メジャーリーグ中継』（J SPORTS）[注 6]